# Diodorus Tuldenus
Theodoor van Tulden, latinizzato come Diodorus Tuldenus ('s-Hertogenbosch, 1590 circa – Malines, 16 novembre 1645), è stato un giurista olandese, cittadino dei Paesi Bassi spagnoli; fu regius professor di diritto civile all'Università di Lovanio.

## Biografia
Tuldenus nacque a 's-Hertogenbosch in una data imprecisata alla fine del XVI secolo, figlio di Nicolas van Tulden, un avvocato che prestò servizio nel consiglio cittadino. Frequentò l'Università di Lovanio, dove studiò filosofia morale e politica sotto Ericio Puteano e successivamente diritto. Laureatosi nel 1615, tornò alla nativa 's-Hertogenbosch ed entrò nell'amministrazione cittadina. Nel 1620 ottenne la cattedra di diritto civile all'università, con dispensa per la sua mancanza di dottorato. Conseguì il dottorato in giurisprudenza nel 1633. Nel 1645 fu nominato al Gran consiglio di Malines, la più alta corte d'appello nei Paesi Bassi spagnoli. Morì a Malines il 16 novembre 1645, solo quattro mesi dopo avere assunto la carica.
Era sposato con Catherine-Claire van Grevenbroeck, da cui ebbe tre figli; l'unico figlio maschio, Florent Tuldenus (nato intorno al 1633), fu a sua volta avvocato fiscale del Gran consiglio e in seguito consigliere del sovrano Carlo II.

## Opere

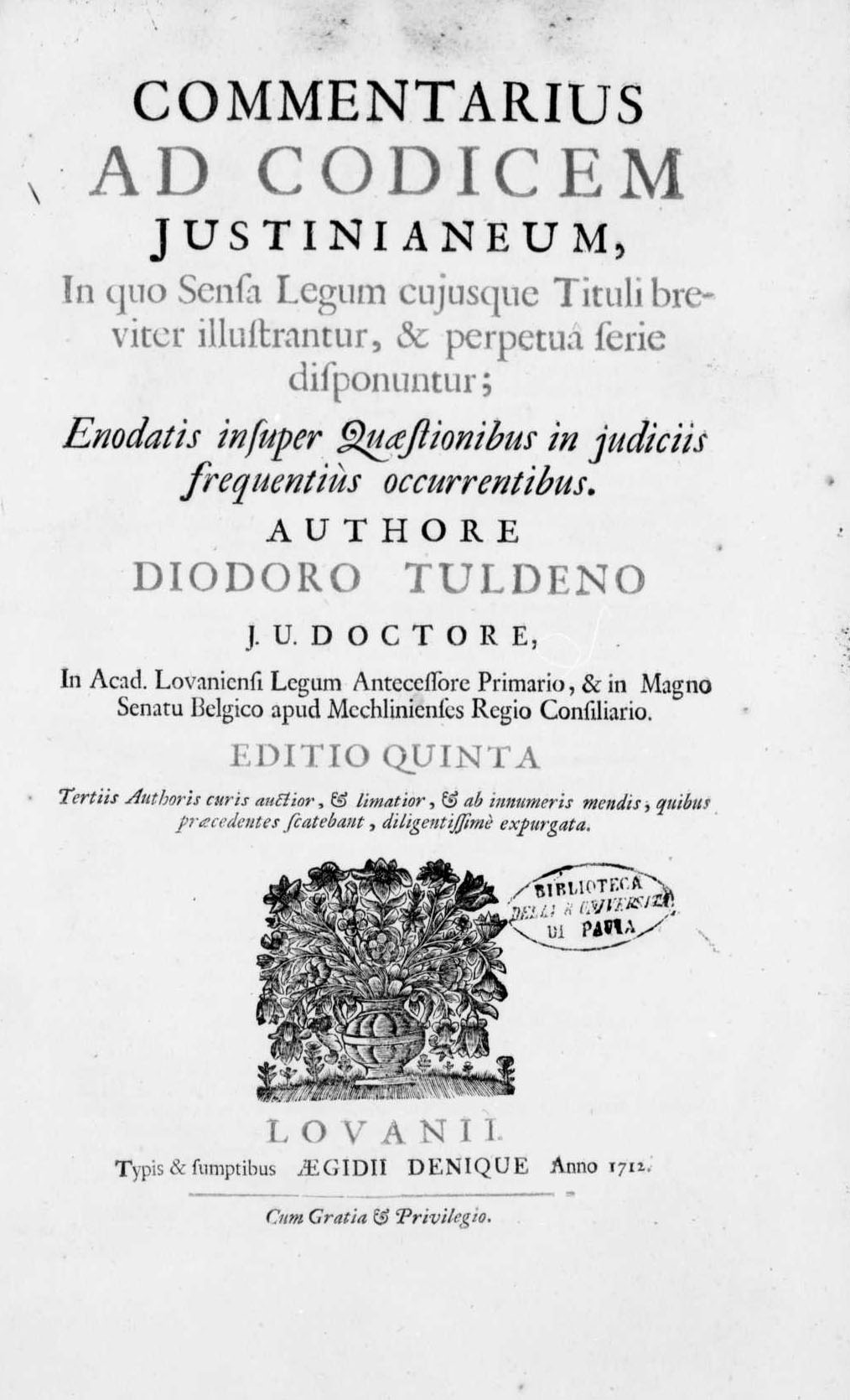
Commentarius ad Codicem iustinianeum, 1712

- Dissertationum Socraticarum libri duo, Lovanio, 1620.
- De principiis jurisprudentiae libri quatuor, Lovanio, P. Dormalius, 1621.
  - (LA) De principiis iurisprudentiae libri quatuor, Leuven, Gilles Denique, 1702.
- Ad Institutionum juris civilis Imperatoris Justiniani libros quatuor commentarius, Lovanio, 1622. Un commento alle Istituzioni di Giustiniano, dedicato a Jacobus Boonen. 
  - (LA) In quatuor libros Institutionum iuris civilis commentarius, Leuven, Gilles Denique, 1702.
- De causis corrottitorum judiciorum et remediis libri quatuor, Colonia, 1624. Dedicato al Ducato di Brabante.
  - (LA) De causis corruptorum iudiciorum et remediis, Leuven, Gilles Denique, 1702.
- De jurisprudentia extemporali sive series regularum, 2 voll., Lovanio, 1628-1629.
  - (LA) De iurisprudentia extemporali, Leuven, Gilles Denique, 1702.
- De cognitione sui libri quinque, Lovanio, 1630. Dedicato al consiglio comunale di Anversa.
- Initiamenta jurisprudentiae tredecim orationibus auspicalibus comprensione, Lovanio, 1633. Dedicato a François de Kinschot.
  - (LA) Initiamenta iurisprudentiae tredecim orationibus auspicalibus comprehensa, Leuven, Gilles Denique, 1702.
- Commentarius ad codicem Justinianeum, Lovanio, 1651. Un commento al Codice giustinianeo. 
  - (LA) Commentarius ad Codicem iustinianeum, Leuven, Gilles Denique, 1712.
- Opera omnia, 4 voll., Lovanio, Gilles Denique, 1702–1712.
- (LA) De civili regimine libri octo, Leuven, Gilles Denique, 1702.
- (LA) Commentarius in Digesta sive Pandectas, vol. 1, Leuven, Gilles Denique, 1702.
- (LA) Commentarius in Digesta sive Pandectas, vol. 2, Leuven, Gilles Denique, 1702.